# رضا أحدي
رضا أحدي ((بالفارسية: رضا احدی‏)؛ 30 نوفمبر 1962 – 17 يناير 2016) كان لاعب كرة قدم إيراني لعب كلاعب وسط لصالح منتخب إيران و‌استقلال طهران. توفي في أعقاب عدوى داخلية ومشاكل في الكبد في سن الـ53.

## الإنجازات
- المركز الرابع كأس الصداقة والسلام 1989 في الكويت مع منتخب إيران لكرة القدم
- الفائز 1990 الدوري الإيراني لكرة القدم مع استقلال

## روابط خارجية
- رضا أحدي على موقع قاعدة بيانات كرة القدم.إي يو (الإنجليزية)
- رضا أحدي على موقع بيانات كرة القدم. دي إي (الألمانية)
- رضا أحدي على موقع ناشيونال فوتبول تيمز (الإنجليزية)
- رضا أحدي على موقع عالم كرة القدم.نت (الإنجليزية)